# 阿貝塔斯 (新墨西哥州)
阿貝塔斯（英語：Abeytas）是位於美國新墨西哥州索科羅縣的普查規定居民點。

## 人口
根據2020年美國人口普查的數據，阿貝塔斯的面積為3.19平方千米，皆為陸地。當地共有人口45人，而人口密度為每平方千米14人。